# Прокулевич, Владимир Антонович
Прокуле́вич Влади́мир Анто́нович (бел. Пракулевіч Уладзімір Антонавіч; род. 5 апреля 1949, Ново-Сысоевка, Яковлевский район, Приморский край, Российская Федерация) — доктор биологических наук (1989), профессор (1995), заведующий кафедры микробиологии биологического факультета БГУ (1989).

## Биография
Владимир Антонович Прокулевич родился 5 апреля 1949 года в с. Новосысоевка Яковлевского района Приморского края Российской федерации.
В 1966 г. поступил на биологический факультет БГУ.
После обучения в аспирантуре при кафедре микробиологии в 1975 году защитил кандидатскую диссертацию по специальности «Микробиология».
С 1974 года работал младшим научным, затем старшим научным сотрудником в Минском опорном пункте ВНИИ генетика при БГУ.
С 1985 г. заведующий сектором генетики фитопатогенных бактерий научно-исследовательской лаборатории экспериментальной биологии БГУ.
В 1989 году присуждена ученая степень доктор биологических наук и в этом же году был избран на должность заведующего кафедрой микробиологии биологического факультета БГУ.
Звание профессора присвоено в 1995 году.
В настоящее время им читаются такие курсы, как «Общая генетика», «Основы биотехнологии», «Векторные системы», «Основные биотехнологические процессы» и «Молекулярные механизмы генетических процессов».

## Научная деятельность
Прокулевич В. А. — известный специалист в области генетики микроорганизмов и биотехнологии. Первые шаги в области научных исследований сделал на кафедре генетики биологического факультета еще, будучи учеником 9 класса (и последующих — 10, 11) средней школы № 45 г. Минска, когда под руководством аспиранта кафедры Стельмаха Адольфа Фомича освоил некоторые генетические методы работы с вечной хоть и маленькой, но высоко значимой мушкой — дрозофилой. Уже к третьему курсу научные интересы его сместились в сторону генетики бактерий, заниматься которой представилась возможность в Проблемной НИЛ экспериментальной биологии биологического факультета, которой заведовал профессор Фомичев Юрий Константинович. По приглашению заведующего начал научные исследования под руководством ст. н.с. лаборатории к.б.н. Былинского Анатолия Федоровича. Курсовые работы, дипломный проект и кандидатская диссертация, выполненная в процессе обучения в аспирантуре, были посвящены изучению механизмов воздействия ДНК-тропных агентов химической (азотистый иприт) и физической природы (ультрафиолетовый свет) на процесс конъюгации бактерий. Особенностью исследования явились методические подходы, использованные в работе. Воздействиям повреждающих факторов подвергались мужские клетки (клетки доноров), а основной результат модификаций ДНК изучался после ее передачи в реципиентные (женские клетки). Был выявлен новый тип репарации ДНК происходящий в клетках донора, который с одной стороны увеличивал эффективность конъюгационной передачи поврежденной ДНК в реципиентные клетки, а с другой — приводил не к повышению выживаемости обработанных клеток-доноров, а наоборот, к значительному увеличению летального действия как УФ-света, так и азотистого иприта. Был выявлен рекомбиногенный эффект повреждающих ДНК факторов и их влияние на продолжительность существования экзогеноты в мерозиготе. Все результаты получены впервые и дали дополнительную информацию по механизмам протекания конъюгационного процесса у бактерий и механизмах повреждающего действия азотистого иприта и УФ-света на генетические функции ДНК.
В 1975 году защитил кандидатскую диссертацию по специальности «Микробиология». После защиты кандидатской диссертации по предложению заведующего лаборатории и кафедры микробиологии профессора Фомичева Ю. К., Владимир Антонович меняет тематику исследований и начинает проводить фундаментальные исследования по изучению организации геномов фитопатогенных бактерий и выяснению молекулярных механизмов взаимодействия патогена с растениями-хозяевами. Он обосновал новые подходы и разработал методики проведения генетического анализа бактерий рода Erwinia. Им построена первая в мире кольцевая генетическая карта хромосомы этих бактерий. Изучены системы генов, отвечающих за процессы репарации и рекомбинации у бактерий Erwinia, а также синтеза биологически активных веществ, факторы антагонизма и патогенности этих бактерий для растений. На основании экспериментальных исследований особенностей генетической регуляции синтеза пектолитических ферментов получены мутантные штаммы-сверхпродуценты и налажено производство ферментных препаратов, заменивших японские аналоги и использующиеся в клеточной инженерии растений. Весь комплекс исследований обобщен в докторской диссертации «Организация генома бактерий Erwinia chrysanthemi», которая была защищена в 1989 году во Всесоюзном научно-исследовательском институте генетики и селекции промышленных микроорганизмов в Москве. В этом же году была присуждена ученая степень доктор биологических наук и в этом же году был избран на должность заведующего кафедрой микробиологии биологического факультета БГУ.
В 1990-е годы в связи со сложившейся экономической обстановкой при развале Советского Союза, возникли большие проблемы с лечебно-профилактическими препаратами, особенно в ветеринарии. В Беларуси ветеринарные препараты практически не производились, предприятия в России — главные поставщики, в основном закрылись. Валюты для закупки импортных препаратов в стране не хватало, а массовость животноводческой отрасли сельского хозяйства в республике осталась. Тогда по призыву и заданию Минсельхозпрода республики возникла необходимость в изменении научного направления работы кафедры. В. А. Прокулевич взялся за разработку, научное и технологическое сопровождения фармацевтических препаратов для ветеринарии. Уже через месяц после получения задания была разработана технология и документация на выпуск первого ветпрепарата «Гентамицин для ветеринарии-4 %». Производство организовали на объединении «Белмедпрепараты» и очень скоро была удовлетворена потребность Беларуси в этом антибиотике. Начался экспорт в Россию, на Украину и в др. республики бывшего СССР. Затем разработали технологии и организовали выпуск препаратов «Метронидазол для ветеринарии», «Тримеразин». Он разработал технологии производства гуманных лечебных форм «Метронидазол» и «Этапиразин» для медицинских целей. В. А. Прокулевич принимал также участие совместно с сотрудниками ВНИИгенетика и ЗАО «Мосагроген» в комплексе исследований, закончившимися Государственной регистрацией оригинального, инновационного антивирусного ветеринарного препарата «Миксоферон», в 1999 году отмеченный Государственной премией Российской Федерации за его разработку и внедрение.
В конце 1990-х годов В. А. Прокулевич подал заявку и получил финансирование в рамках международного проекта «INTAS» по выделению и характеристике плазмид грамположительных бактерий рода Bacillus, выделенных на территории Беларуси. Под его руководством, к.б.н., профессором Титок М. А., было проведено выделение бактерий из природных источников, осуществлено их видовое определение, исследованы свойства плазмид грамположительных бацилл. При этом были обнаружены ранее не известные плазмиды, подходящие на роль векторов для генноинженерной работы с этими промышленно ценными микроорганизмами. Во многих лабораториях мира плазмида В72 «Минск» стала основой для создания штаммов-продуцентов для различных биотехнологических процессов.
В начале 2000-х годов создалась более благоприятная обстановка для развития научных исследований. Началось финансирование программ научных исследований в области генной инженерии и биотехнологии из бюджета, что позволило вернуться к разработкам в ветеринарной фармацевтике. В это время В. А. Прокулевич сформулировал научно-практическую концепцию под условным названием «Белковая ветеринария». Главным элементом этой концепции является посыл, что болезни животных надо лечить не чужеродными для них веществами (ксенобиотиками), а их собственными «защитными» белками, которых в организме насчитывается более 500, и в процессе эволюции природа выработала генетически обусловленную полноценную защиту от инфекционных и неинфекционных заболеваний. На основе предложенной концепции на данный момент разработаны, прошли Госрегистрацию и производятся — 15 субстанций и более 20 ветеринарных препаратов нового поколения, не имеющих мировых аналогов. Препараты «Энрофлоксаветферон-Б», «Лоферон», «Фанниферон», «Ципрофан», «Биферон-Б» и др. экспортируются и рынок постоянно расширяется. На основании полученного опыта в 2012 году Прокулевич В. А. инициировал включение в Государственную программу «Инновационные биотехнологии» подпрограмму «Малотоннажные биотехнологии», которая была принята к исполнению и получила бюджетное финансирование. Это дало толчок к дальнейшему развитию научно-практических разработок на кафедре и созданной при кафедре лаборатории «Биотехнологии». Позволило оснастить кафедру самым современным оборудованием для проведения научных и технологических исследований в области генной инженерии и биотехнологии. Дало основания и возможности для новых оригинальных разработок. Создаются генноинженерные диагностикумы и вакцины нового поколения. Разрабатываются пробиотические препараты, в основу которых положены генетически модифицированные штаммы микроорганизмов. Выполняется работа по получению трансгенных растений с перспективой использования их в качестве биосинтезаторов лекарственных белков животных («молекулярное производство»). Впервые получены генетически модифицированные растения рапса, в включившие свой геном экспресирующийся ген куриного альфа- интерферона.
 В. А. Прокулевич — автор более 220 научных работ. Осуществляет большую научно-организационную работу по сотрудничеству кафедры с различными учебными и научно-исследовательскими заведениями Республики Беларусь и зарубежья. Является членом Ученых и Научно-технических советов, Государственного экспертного совета по здравоохранению, членом редколлегии издательства «Вышэйшая школа», членом редакционного совета журналов «Вестник Белорусского университета», "Труды Белорусского государственного университета, серия «Физиологические, биохимические и молекулярные основы функционирования биосистем», международного научно-теоретического журнала «Эпизоотология, иммунобиология, фармакология, санитария». Он является рецензентом ряда книг и официальным оппонентом многих кандидатских и докторских диссертаций и прочее.

## Основные научные публикации
1. Прокулевич В. А.,Фомичев Ю. К., Былинский А. Ф. Влияние УФ-облучения донора на частоту рекомбинации при бактериальной конъюгации // Вестник БГУ, сер. П, N2, 1974, с.42-45.
2. Прокулевич В. А., Варганов В. А. Влияние индуцированных структурных изменений в ДНК на образование гетерогенного потомства при бактериальной конъюгации // Сб. Структура и генетические функции биополимеров // Киев, Наукова думка, 1975, с. 30-34.
3. Прокулевич В. А. Влияние УФ-облучения и обработки донорских бактерий азотистым ипритом на этапы бактериальной конъюгации // Канд.дисс., Белгосуниверситет // Мн., 1975, 253 С. (рук.).
4. Прокулевич В. А., Фомичев Ю. К. Передача F°1ас-плазмиды Escherichia coli К-12 бактериям рода Егwinia // Генетика. 1978, т. 14. N11, с. 1892—1899.
5. Прокулевич В. А., Фомичев Ю. К. Конъюгационная передача хромосомальных маркеров в системе бактерий Егwinia chrysanthei. Сообщ. I. Конструирование штамма, способного передавать хромосому при конъюгации // Генетика, 1981, т. 17, N11, с. 2049—2052.
6. Прокулевич В. А., Коровина Н. А., Фомичев Ю. К. Конъюгационная передача хромосомальных маркеров в системе бактерий Егwinia chrysanthei. Сообщ. II. Характеристика донорского штамма Erwinia chrysanthemi ENA49 VY1-10 // Генетика, 1982, т.18, Т11, с. 1806—1810.
7. Прокулевич В. А., Белясова Н. А., Фомичев Ю. К. Конъюгационная передача хромосомальных маркеров в системе бактерий Егwinia chrysanthei. Сообщ. Ш. Генетическое картирование сегмента хромосомы Егwinia chrysanthei ENA49 // Генетика, 1983, т. 19, N11, с. 1624—1629
8. Прокулевич В. А., Лысак В. В., Фомичев Ю. К. Рекомбинационно-дефектный мутант Егwinia chrysanthei: связь с синтезом бактериоцина // Генетика, 1983, т. 19, Т11, с.1769-1777
9. Евтушенков А. Н., Прокулевич В. А., Белясова Н. А., Попова Л. Б., Фомичев Ю. К. Мутанты Егwinia chrysanthei, дефектные по секреции внеклеточных эндопектатлиаз // Мол, генетика, микробиология и вирусология, 1984, N6, с.11-15.
10. Прокулевич В. А., Евтушенков А. Н., Фомичев Ю. К. Регуляция синтеза внеклеточной эндопектатлиазы бактериями Егwinia chrysanthei ENA49 // Мол. генетикка, икробиология и вирусология, 1984,№ 8, с.26-30.
11. Прокулевич В. А., Белясова Н. А., Фомичев Ю. К. Конъюгационная передача хромосомальных маркеров в системе бактерий Егwinia chrysanthei. Сообщ. IY. Кольцевая генетическая карта хромосомы Erwinia chrysanthemi ENA49 // Генетика 1984, т.20, N12, с.1961-1967
12. Прокулевич В. А., Белясова НА., Камара С. Ф., Кульба А. М., Фомичев Ю. К. Роль транспозиции Tn1000 с F’1ас-плазмиды в хромосому Егwinia chrysanthei в формировании доноров Нfг-типа // Генетика, 1985, т.21, N11, с.1787-1793
13. Прокулевич В. А., Фомичев Ю. К. Феномены темновой репарации у Erwinia chrysanthemi после УФ-облучения // Мол. генетика, миробиология и вирусология, 1986. N6,С.11-14
14. Евтушенков А. Н., Прокулевич В. А., Попова Л. Б., Фомичев Ю. К. Штамм бактерий Егwinia chrysanthei ВК ПМВ-2946 — продуцент внеклеточной пектатлиазы // Пол. реш. по заявке N369886/31-13 от 20.08.86
15. Прокулевич В. А., Лысак В. В., Фомичев Ю. К. Картирование локуса, детерминирующего признак бактериоциногенности у Егwinia chrysanthei ЕNА49 // Мол. генетика, микробиология и вирусология, 1988, N5, с.24-26
16. Прокулевич В. А., Фомичев Ю. К. Экспрессия uvr-гена Егwinia chrysanthei ЕNА49 в клетках Escherichia coli // Мол.генетика, микробиология и вирусология. 1988, N9, с.24-26
17. Прокулевич В. А., Фомичев Ю. К. УФ-индуцированное образование нитевидных форм у бактерий рода Еrwinia // Мол.генетика, микробиология и вирусология, 1988, N9, с.46-48
18. Прокулевич В. А., Фомичев Ю. К. Rес-А ген Erwinia chrysanthemi ENA49 // Мол .генетика, микробиоло -гия и вирусология, 1989, N1, с.40-4б
19. Прокулевич В.А // Организация генома Erwinia chrysanthemi // Диссертация на соискание степени докт. биол. наук, М., 1989, 330 С. (рук.)
20. Прокулевич В. А., Титок МА., Максимова Н. П. Фомичев Ю. К. Использование плазмиды рМЗ Pseudomonas sp.M для транспозонового мутагенеза бактерий Erwinia // Мол. генетика, микробиология и вирусология, 1989, N11, с,45-48
21. Прокулевич В. А., Фомичев Ю. К. Генетический контроль вирулентности пектолитических фитопатогенных Erwinia // Сб. Мол. и генетич. механизмы взаимодействия икроорганизмов с растениями // М., 1989, с. 116—122
22. Прокулевич В. А., Белясова Н. А., Фомичев Ю. К. Особенности взаимодействия фитопатогенных бактерий Erwinia с фагом Р1Сm C1г100 // Мол. генетика, микробиология и вирусология, 1990. N1, с. 14-18
23. Прокулевич В. А. Генетический контроль УФ-резистентности бактерий Erwinia chrysanthemi // Сб. Молекулярные мех-мы генетических процессов. // М., Наука 1991, с. 71-83
24. Прокулевич В. А., Фомичев Ю. К. Организация генома Erwinia chrysanthemi // Успехи современной генетики, Т.18, 1994, с.121-135
25. Песнякевич А. Г., Николайчик Е. А., Прокулевич В. А. Генетическое изучение фитопатогенных бактерий Erwinia // Сб. Актуальные проблемы социально- гуманитарных и естественных наук. // Мн., 1996, с.244-246
26. Прокулевич В. А., Фомичев Ю. К. Генетика бактерий рода Erwinia // Вестник Белгосунивер-та, 1996. сер. П, N3. с.57-60
27. Желдакова Р. А., Фомичев Ю. К., Евтушенков А. Н., Лысак В. В., Песнякевич А. Г. Прокулевич В. А. Роль научно- исследовательской лаборатории в подготовке специалистов на базе университета // Сб. Доетижения современной биологии и биологическое образование // Мн., 1997, с.263-266
28. Сытик Л. В., Евтушенков А. Н., Прокулевич В. А. Синтез каротиноидных пигментов у природных штаммов бактерий Erwinia herbicola // Сб. Доетижения современной биологии и биологическое образование // Мн., I 1997, с.138-142
29. Даценко К. А., Кульба А. М., Евтушенков А. Н., Прокулевич В. А. Характеристика штаммов Erwinia chrysanthemi дефектных по общим компонентам ФЕП-зависимой фосфотрансферазной системы // Вестник Белгосуниверситета, 1998, сер. П, № 2, с.29-33
30. Желдакова Р. А., Прокулевич В. А. Смотр-конкурс на лучшую студенческую научную работу: опыт проведения, итоги и перспективы // Сб. Научные социальные и культурные проблемы студенческой молодежи. Опыт и проблемы организации научно-исследовательской работы студентов // Мн. 1999, С. I 131—132.
31. Маковец С. В., Прокулевич В. А. Конъюгационная передача F1ас плазмиды бактериям группы Erwinia carotovora // Вестник Белорусского ун-та. 1997. сер.11. № 2, с. 31-135
32. Prozorov A.A. , Poluectova E.U., Lotyreva O.V., Nezamendinova V.Z., Titok M.A., Selezneva Y.V., Prokulevich V.A. Isolation and characterization of a small and large cryptic plasmids from Bacillus subtilis // INTAS Symposium Prosiding book. Moscow Dialogue-MSU. 1999. p. 42-43.
33. Titok M.A., Ehrlich S.D., Janniere L., Prokulevich V.A. The characterization of REP-Regions of type plasmids of Bacillus // Mol.mech of genetic processes and biotechnology // M. 2001, p. 168—169.
34. Selezneva Y.V, Evtushenkov A.N., Kulba A.M., Prokulevich V.A. Isolation and characterization of Erwinia herbicola with altered synthesis of caratenoid pigments // Mol.mech of genetic processes and biotechnology // M.2001, p. 137—138.
35. Селезнева Ю. В., Титок М. А., Прокулевич В. А. Выделение и характеристика плазмид природных штаммов бактерий Bacillus subtilis // Сб. Микробиология и биотехнология на рубеже XXI столетия // (Минск, 2000), С.89
36. Titok M.A., Halpem D., Ehrlich S.D., Prokulevich V.A. Analisis of Rep-regions on plasmids in Bacillus // Phys. and chem. metods in bilogy, medsine and environment // M. 2001, P. 20 — 22
37. Селезнева Ю. В., Евтушенков А. Н., Кульба А. М., Прокулевич В. А. Получение и характеристика мутантов по синтезу кротиноидных пигментов бактерий Erwinia hегісо1а // Мол. мех. генетических процессов и биотехнология // М. 2001, С. 152 −153
38. Титок М. А., Ehrlich S.D., Janniere L., Прокулевич В. А. Характеристика гер-областей плазмид тета-типа бактерий Bacillus subtilis // Мол. мех. генетических процессов и биотехнология М. 2001, С. 170 −171
39. Прокулевич В. А., Евтушенков А. Н., Лысак В. В., Фомичев Ю. К. Генетическое изучение бактерий рода Егwinia // Вестник Белорус. Ун-та, 2002, сер2, № 2, С. 56-60
40. Титок МА., Лагодич А. В., Прокулевич В. А. Особенности организации и наследования мини-репликона плазмиды Вs72 бактерий Bacillus subtilis // Сб. «Микробиология и биотехнология XXI столетия» // Минск 2002, С. 151—152
41. Титок МА., Лагодич А. В., Прокулевич В. А. Молекулярно-генетический анализ гер-области плазмиды тета-типа рВS72 бактерий Bacillus subtilis // Сб. «Генетика и селекция в XXI веке» // Минск, 2002, С. 131—133
42. Титок МА., Лагодич А. В., Ehrlich S.D., Janniere L., Прокулевич В. А. Характеристика гер-области плазмиды рВS72 бактерий Bacillus subtilis // Сб. 1-й Международный Конгресс «Биотехнология -состояние и перспективы развития» // М, 2002, 126—130
43. Мямин В. Е., Песнякевич А. Г., Прокулевич В. А. Локализация гена kduD на генетической карте хромосомы бактерий Erwinia atroseptica 3-2 // Сб. «Достижения современной биологии и биологическое образование» // Минск, 2002, С. 177—182
44. Евтушенков А. Н., Песнякевич А. Г., Жедцаковап Р.А, Николайчик Е.А, Прокулевич В. А. Фомичев Ю. К. Теоретические и практические аспекты изучения пектолитических бактерий рода Erwinia // Сб. «Избранные научные труды Белорусского государственного университета», Т.7, Мн., БГУ, 2001, С, 79 — 101
45. Мямин В. Е., Песнякевич А. Г., Прокулевич В. А. Получение очищенных метаболитов пути утилизации пектиновых веществ // Вестник Белорусского Унта, Сер. 2, 2003, № 1, С. 47- 51
46. Titok M.A., Chapuis J.,Selezneva Y.V., Lagodich, A.V., Prokulevich V.A., Ehrlich S.D., Janniere L. Bacillus subtilis soil isolates: plasmid replicon analysis and construction of a new theta-replicating vector. // Plasmid. 2003. v. 49. -№ 1. p. 53-62.
47. Селезнева Ю. В., Семак И. В., Евтушенков А. Н., Прокулевич В. А. Идентификация мутаций Pantoea agglomerans, приводящих к изменению пигментации колоний // Вестник БГУ Сер.2. — 2004. — № 3. — С. 41-44.
48. Лагодич А. В., Черва Е. А., Штанюк Я. В., Прокулевич В. А., Фомичев Ю. К., Прозоров А. А. Титок М. А. Создание векторной системы для молекулярного клонирования в клетках Bаcillus subtilis и Escherichia coli // Мол.биол.2005.Т. 39. № 2. с.345-348.
49. Титок М. А., Прокулевич В. А., Жаньер Л. Влияние репликативного комплекса клетки-хозяина на наследование плазмиды pBS72 Bacillus subtilis// Доклады НАН Беларуси. 2005. Т.49. № 3. С.70-76
50. Потапович М. И., Прокулевич В. А. Характеристика гена куриного лейкоцитарного α-интерферона и влияние структуры гена на его экспрессию в клетках Escherichia coli // Вестник БГУ, 2008. № 2. — С.34-37.
51. М. И. Потапович, Е. А. Николайчик, В. А. Прокулевич. Клонирование и экспрессия гена куриного лейкоцитарного α-интерферона в клетках бактерий Escherichia coli // Доклады Национальной академии наук Беларуси, Том 53 № 2, 2009 г., стр. 72-75.
52. Чеписюк, Н. В., Прокулевич, В. А. Направленный инсерционный мутагенез структурных генов биотенового оперона у бактерии вида Bacillus subtilis // Вестник БГУ, 2008. № 3. — С.50-54.